# فرانک آلن (بازیکن فوتبال، زاده ۱۹۲۷)
فرانک آلن (انگلیسی: Frank Allen؛ 28 June 1927 – ۲۰۱۴ (۸۶−۸۷ سال)) بازیکن فوتبال بود.
از باشگاه‌هایی که در آن بازی کرده‌است می‌توان به باشگاه فوتبال منزفیلد تاون اشاره کرد.